# Rodae
Rodae (oficial RODAE Automobile Craiova S.A., iar mai târziu Daewoo Automobile România S.A.) a fost o societate mixtă între S.C. Automobile Craiova S.A. și Daewoo Heavy Industries L.T.D. Coreea (49% + 51%), care a fost înființată în 1994.

## Istorie
În noiembrie 1994, Daewoo deschide o linie de producție în România, devenind cel mai important investitor străin al țării, prin înființarea unui joint-venture, creat de Automobile Craiova și grupul sud-coreean Daewoo. În 2006, Daewoo Automobile Craiova S.A. a răscumpărat 51% din acțiunile deținute de compania coreeană, compania devenind 100% deținută de statul român. În 2008, a fost vândut către Ford Europe, o divizie a Ford Motor Company.